# Don’t Go (песня Скриллекса)
«Don’t Go»  — песня американского продюсера Скриллекса, канадского певца Джастина Бибера и американского рэпера Don Toliver. Песня вышла 20 августа 2021 года. Скриллекс продюсировал альбом вместе с Bernard «Harv» Harvey, а вокальную часть исполнили Бибер и Toliver.

## История
Скриллекс спродюсировал несколько песен для Бибера ещё до выпуска этой песни. В 2015 году их первая совместная работа над совместным синглом «Where Are Ü Now» с Diplo в рамках совместного дуэта Skrillex и Diplo. Дебютный студийный альбом Jack Ü получил всемирный успех и признание критиков. Они снова объединились в том же году, и Скриллекс продюсировал песни «I’ll Show You», «Sorry», «The Feeling» (вместе с Холзи) и «Children», все из четвертого студийного альбома Бибера Purpose. «I’m Show You» получил положительные отзывы критиков, высоко отметивших работу Скриллекс на этом треке. «Sorry» стал мировым хитом и занял первое место в чарте Billboard Hot 100. Sorry получил одобрение критиков, опять же за постановку и вокал Бибера. В 2021 году они воссоединились, и Скриллекс продюсировал треки «2 Much», «Somebody» и «Loved by You» (с участием Burna Boy), все из шестого студийного альбома Бибера, Justice. Это также первый раз, когда Don Toliver сотрудничал со Скриллексом или Бибером.

## Отзывы
После выхода песня «Don’t Go» получила положительные отзывы музыкальных критиков, большинство из которых похвалили продюсирование Скриллекса и его удачное сотрудничество с Бибером на треке. За два дня до выхода песни, 18 августа 2021 года, Джейсон Хеффлер из EDM предположил, что Скриллекс, Джастин Бибер и Дон Толивер «приготовили R&B-хит, медленную музыку, изобилующую гипнотическим, но мощным басом современной продукции Скриллекса», основываясь на отрывке, который был распространен в тот день. Карли Пауэлл из Your EDM заявила, что «продакшн настолько плавный, насколько это возможно, с быстро развивающейся базовой линией, подчеркнутой творческим ритмом и потоком» и «если это звучит как хит, это, вероятно, хит!». Кэти Бейн, написавшая статью для Billboard, заявила: «Песня — мечтательный R&B-номер, с продюсированием Скриллекса, которое позволяет вокалу Бибера и Толивера доминировать».

## Музыкальное видео
Официальное музыкальное видео для песни «Don’t Go» снял режиссёр Salomon Ligthelm, а премьера прошла вместе с релизом сингла 20 августа 2021 года.

## Чарты
| Чарт (2021)                         | Высшая позиция |
| ----------------------------------- | -------------- |
| Австралия (ARIA)                    | 43             |
| Канада (Billboard Canadian Hot 100) | 32             |
| Канада (Billboard CHR/Top 40)       | 44             |
| Мир (Billboard Global 200)          | 38             |
| Венгрия (Single Top 40)             | 40             |
| Ирландия (IRMA)                     | 55             |
| Япония (Billboard)                  | 10             |
| Новая Зеландия (RMNZ)               | 7              |
| Португалия (AFP)                    | 174            |
| Швеция (Sverigetopplistan)          | 67             |
| Швейцария (Schweizer Hitparade)     | 98             |
| Великобритания (OCC UK Singles)     | 56             |
| США (Billboard Hot 100)             | 69             |
| США (Billboard Rhythmic)            | 33             |